# Anisodes nigridisca
Anisodes nigridisca là một loài bướm đêm trong họ Geometridae.